# Lydney
Lydney est une petite ville d'Angleterre du Sud-Ouest située dans le district de Forest of Dean (comté du Gloucestershire). Elle a le statut de paroisse civile. Fondée à l'époque romaine, elle comptait 8 766 habitants en 2001.
Lydney est située sur le rive nord de l'estuaire de la Severn, le long de la route A48 (en). Elle a une superficie d'environ 8 km².